# NHK BS
NHK BS（エヌエイチケイ ビーエス）は、2023年12月1日から日本放送協会（NHK）によって放送されている衛星基幹放送、テレビジョン放送、国内放送である。

## 概要
NHKは総務省から「肥大化」の是正を度々求められていて、その中で衛星放送の超高画質化に伴い、衛星基幹放送のチャンネルを画質別に縮小整理するよう求められていた。
このため2022年10月11日に、NHKは衛星放送再編の修正案を発表し、2011年4月1日から放送されているBSプレミアムを2024年3月末をめどに停波、それに先駆けて2023年12月1日にチャンネル再編を実施するとした。その際に仮の名称として、BS1を下地とした「新BS2K」と、BSプレミアム・2018年12月1日から放送されているBS4Kを下地として統合する「新BS4K」という2つが示された。
そして再編まで8か月を切った2023年4月19日、再編後のチャンネル名が正式発表され、このチャンネルは2K画質で放送されることからNHK衛星放送の“エントリーチャンネル（スターターチャンネル）”として「NHK衛星放送といえばまず、これ!と認識してほしい」という思いから「NHK BS」という名称となった。チャンネルの色はBS1の青色を引き継ぐ。
日本政府の方針として、衛星テレビジョン放送は海外の事例も踏まえ更なる高画質化を進めることになっていて、このチャンネルは24時間放送を続ける予定だが、NHK衛星放送のメインチャンネルとしての役割は同日に再編開局となる「NHK BSプレミアム4K」に移され、編成は従前の2K画質放送2チャンネルの内容から厳選されたものになる。解像度は1440×1080ピクセル。またビットレートは約17.8Mbps。
一連の再編をPRするメインパーソナリティーには、再編年の大河ドラマ『どうする家康』で主演を務める松本潤が起用された。
ジャンルはドラマ・教養番組・ドキュメンタリー・紀行番組・国際情報・スポーツなどであるが、再編前のBS1・BSプレミアムの番組の大半はそのまま残る予定で、例として朝にワールドニュースを放送したのち、連続テレビ小説の過去作のアンコール（7時15分 ‐ 7時30分）→新作の先行放送（7時30分 ‐ 7時45分）を放送し、土曜日には週間総集編（全5本をノーカット再放送）を継続、大河ドラマも日曜18時枠で先行放送、プレミアムシネマまたは大相撲中継（平日13 ‐ 15時台）などを編成する。スポーツ中継に関しては土・日の放送が中心で、夜間の場合は通常編成を優先させるため、サブチャンネルでの放送となることが多い。平日の場合はプレミアムシネマやドキュメンタリー・紀行番組の放送を休止して放送の場合もある。Jリーグ中継やプロ野球などのスポーツ中継は2024年度以降は平日は午前、水曜～土曜の18時 - 22時前後に放送枠が組まれている。一方で、再編前のBS1で放送されていたMLB（大リーグ）以外の海外スポーツ中継が廃止された。
4月以降のプロ野球シーズンはスポーツ中継を優先させるため、午前帯、水曜～金曜の夜帯に中継枠が組まれ、教養・ドキュメンタリーといったBSプレミアムの番組が減少している。またBSニュースなど終了、イッピン、COOL JAPAN〜発掘!かっこいいニッポン〜など定時から不定期放送となった番組も相次いでいる。NHKワールドTVの番組の放送も2025年に終了した。また再放送が増加しているとの指摘もある。
NHKにおける後半期の番組編成改定は例年9月下旬から10月上旬の間に行われるが、BSに関しては前身のBS1と同様、野球（日本のプロ野球やアメリカのMLB）のシーズンオフや欧米での夏時間終了との兼ね合いもあり、他の放送波よりも1か月遅い10月下旬から11月上旬の間に行われる。

## 沿革
- 2023年12月1日 - 放送開始。
- 2024年7月17日 - 試験電波を発射していたBS103チャンネルが7月16日24時に停波したことにより、103chが予備チャンネルになった。

## チャンネル内訳
放送事業者名は「NHK」。
テレビ放送
- 論理チャンネル枠：10x
  - BS101・102ch（通常放送）
  - BS103ch（予備）[注 1]
- リモコンキーID：1[注 2]

101・102chのチャンネル名は「NHK BS」で、マルチ編成の番号はつかない。
103chは名称がなく、「−」となっている。旧BSプレミアムの103チャンネルが2024年6月30日に被災地向け放送を終了した為。
独立データ放送
- 論理チャンネル枠：70x
  - BS700・701・707ch

再編前のBS1からそのまま移行した。

## 放送形態

### 1日の放送編成の大略
※2024年度上半期の月 - 金曜の場合。
- 5:00 - 6:00 クラシック倶楽部
- 6:00 - 7:00 ワールドニュースを中心とした報道・情報枠
- 7:00 - 8:00 ★連続テレビ小説の過去作のアンコール（7時15分 ‐ 7時30分）→新作の先行放送（7時30分 ‐ 7時45分）
- 8:00 - 9:00 ワールドニュース（スポーツ中継の場合もあり）
- 9:00 - 11:55 エキサイティング・スポーツ（スポーツ中継=大リーグ）[注 3]
- 11:55 - 13:00 ワールドニュース（同アジア、同アメリカ）などの地域報道・情報枠
  - 年度上半期にほぼ相当する4 - 10月は随時大リーグも放送。
- 13:00 - 16:00 プレミアムシネマ、BSセレクション（大相撲期間中は★大相撲中継[注 4]、スポーツ中継で休止の場合もあり）
- 16:00 - 17:00 ワールドニュース（スポーツ中継の場合もあり）
- 17:00 - 18:00 にっぽん縦断 こころ旅、にっぽん百名山、美の壺などの紀行・バラエティ枠
- 18:00 - 22:00
  - 月曜、火曜 大河ドラマアンコール、ワイルドライフ、世界ふれあい街歩きなどの紀行・バラエティ枠
  - 水曜 - 土曜 エキサイティング・スポーツ（スポーツ中継=NHKプロ野球・J1サッカーリーグなど）[注 3]
- 22:00 - 翌0:10 国際報道20XX、ワースポ×MLB、BS世界のドキュメンタリーを中心とした報道・情報枠
- 翌0:10 - 翌1:30頃 NHKワールドTVの番組などの報道・情報枠ほか随時海外ドラマ
- 翌1:30頃 - 翌4:00 BSセレクション、随時エキサイティング・スポーツ（MLB中継）[注 3]
- 翌4:00 - 5:00 NHKワールドTVの番組、クローズアップ現代の再放送枠

土 - 日曜
- 5:00 - 8:00
  - 土曜 ワールドニュース
  - 日曜 エキサイティング・スポーツ[注 3]・BSセレクション
- 8:00 - 9:30 今週の連続テレビ小説
- 9:30 - 17:00 エキサイティング・スポーツ（スポーツ中継=NHKプロ野球・J1サッカーリーグなど）[注 3]/BSセレクション（随時）
- 18:00 - 22:00
  - 土曜 夜間特集番組ゾーン/エキサイティング・スポーツ（随時）[注 3]
  - 日曜 ★大河ドラマ/★BS時代劇/（★）新・BS日本のうた[注 5]/ワースポ×MLB
- 22:00 - 
  - 土曜 ワースポ×MLB
  - 日曜 ★プレミアムドラマ/Jリーグタイム
- 22:45 - 翌2:00 夜間特集番組ゾーン/ウィークエンドセレクション/FIFAワールドカップ 〜伝説の試合ノーカット〜（日曜）
- 翌2:00頃 - 5:00
  - 土曜 BSセレクション/エキサイティングスポーツ （随時）[注 3]
  - 日曜 プレミアムシアター（BSプレミアム4Kの時差放送）

★：BSプレミアム4Kとの同時放送番組